# أمية طوقان
أمية صلاح علاء الدين طوقان (مواليد 26 شباط 1946 في عمان) سياسي واقتصادي أردني شغل منصبي نائب رئيس الوزراء ووزير دولة للشؤون الاقتصادية في حكومة بشر الخصاونة من 12 تشرين الأول 2020 إلى 7 آذار 2021، كما شغل منصب وزير المالية في حكومة عبد الله النسور الثانية من 30 آذار 2013 إلى 9 تشرين الثاني 2015 وفي حكومة عون الخصاونة من 24 تشرين الأول 2011 إلى 26 نيسان 2012.
محافظ البنك المركزي الأردني من عام 2001 حتى عام 2010. متزوج من السيدة لينا عز الدين المفتي.

## النشأة والتعليم
ولد أمية طوقان عام 1946 في مدينة عمان، الأردن. حصل على شهادة البكالوريوس والماجستير في إدارة الأعمال من الجامعة الأمريكية في بيروت. ثم ثم التحق بجامعة أوكسفورد في بريطانيا حيث حصل على البكالوريوس في التنمية الاقتصادية. أكمل لاحقاً دراسة الدكتوراة في جامعة كولومبيا للأعمال عام 1987. شغل منصب الرئيس التنفيذي للبورصة في الأردن.

## الوظائف والمناصب
- شغل منصب رئيس قسم البحوث والدراسات في البنك المركزي الأردني.
- مستشار اقتصادي لرئيس الوزراء
- الرئيس التنفيدي لبورصة عمان
- خبير اقتصادي في صندوق النقد العربي في أبوظبي في الفترة 1989-1991.
- ممثل الأردن لدى الأمم المتحدة في نيويورك (اللجنة الاقتصادية والمالية) في الفترة 1973-1978.
- سفير الأردن لدى الاتحاد الأوروبي، بلجيكا، هولندا ولوكسمبورغ
- محافظ البنك المركزي الأردني من 1 يناير 2001 لمدة خمس سنوات، ثم عيّن في نفس المركز في فترة أخرى بدءاً من 1 كانون الثاني (يناير) 2006..
- عضو مجلس الأمة الأردني الرابع والعشرين.
- في 30 آذار (مارس) 2014، عًيّن وزيراً للمالية في حكومة عبد الله النسور الثانية.[3]